# 王冕

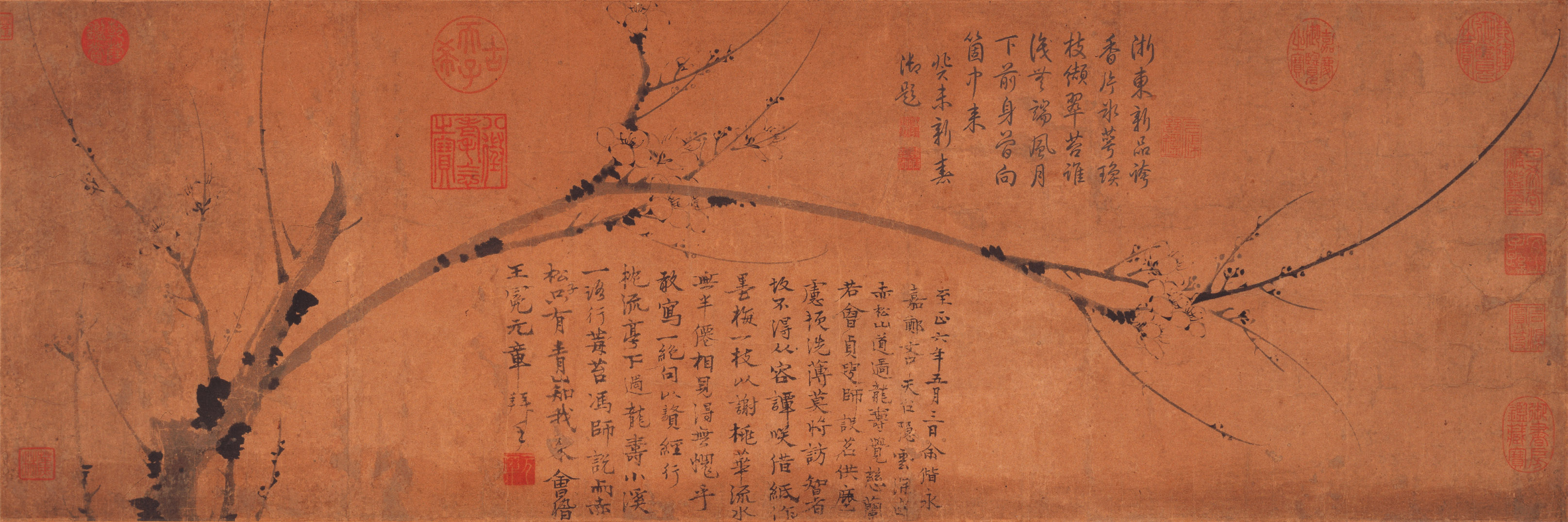
墨梅図（上海博物館蔵）

王 冕（おう べん、1310年 - 1359年）は、中国元代末期の画家・詩人・篆刻家。字は元章、号は煮石山農・飯牛翁・会稽外史・梅花屋主など。越州諸曁県の出身。

## 経歴
科挙試験を受けたものの合格せず、その後印綬を帯びること（官僚になること）をあきらめて全国を放浪し、絵を売りながら暮らしたといわれている。このためか、同じく科挙に落ちた清の小説家の呉敬梓の政治諷刺小説『儒林外史』にも登場する。
元末を代表する画家で、殊に花鳥画の発展に大きく貢献した。梅の花を画題として好み、満開の梅を華麗に表現しきったその作風は、中国はおろか日本の南画家たちにも強い影響を与えた。
詩人としても活躍し、時の政治に対する不満を詠むなどしている。
また偶然「花乳石」という石を手に入れた際、柔らかく加工しやすいことに気づいて篆刻に使用したと伝えられ、石を用いた篆刻の嚆矢となったといわれている。なお、「花乳石」は青田石のことだといわれている。
晩年は会稽の九里山の麓に「梅花庵」という庵を結び、隠棲生活を送ったという。

## 作品・著作
- 「墨梅図」（宮内庁三の丸尚蔵館所蔵）
- 『竹斎詩集』